# Leptogaster flaviventris
Leptogaster flaviventris är en tvåvingeart som beskrevs av Wei Ying Hsia 1949. Leptogaster flaviventris ingår i släktet Leptogaster och familjen rovflugor. Inga underarter finns listade i Catalogue of Life.